# Patrick Cintas
Œuvres principales
- Carabin Carabas
- Rendez-vous des fées
- Gor Ur, le gorille urinant
- Anaïs K.

Patrick Cintas (né en 1954), double-je franco-espagnol, est écrivain et éditeur. Il est aussi compositeur et artiste plastique. Directeur de la Revue d'art et de littérature, musique RALM, il contribue à la diffusion de la littérature francophone et hispanique. Comme éditeur, il dirige les Éditions du Chasseur abstrait.

## Le travail d'écriture
"Toute pensée repose sur une croyance ou sur l'impossibilité de ne pas croire à la relativité d'une donnée."
Extrait de la préface du Portable.

## Œuvres (séries)
- Aliène du temps, roman : Carabin Carabas; Rendez-vous des fées; Les baigneurs de Cézanne; Coq-à-l'âne Cocaïne; Le syrphe.
- Tractatus ologicus, romans : Première trilogie (Emori nolo; Memento mori; Combat contre le père).
- Cancionero español, poésie, théâtre : Chanson d'Ochoa; Chanson d'Omero.
- Livre des lectures documentées, essais : La nuit battue à mort; Le coup de dés de Mallarmé, pierre d’angle; L’étranger; Cosmogonies.
- Coulures de l’expérience, récits, poésie : Livre de Kateb; Le chant de l'oiseau aux oiseaux; Sonnets; Portable.
- alba serena, vers & proses de jeunesse :  Fragments d’une conversation sans personnages;  Chant d’amour passé le temps d’aimer à aimer;  Chant de désespoir avec les instruments de la douleur; Odes, odes, en finir avec ce livre encore possible;  B A Boxon; Bortek.

## Publications
La plupart de ces ouvrages sont téléchargeables gratuitement sur son site Télévision. Ses textes sont aussi publiés dans de nombreux sites et revues de l'espace francophone et hispanique, notamment la RALM.

## Chez le Chasseur abstrait
- Anaïs K., roman : première trilogie du Tractatus ologicus.
- Dix milliards de cités pour rien, roman.
- Chasseur abstrait, roman.
- Gisèle, théâtre.
- Ode à Cézanne, poème.
- Cosmogonies, essai sur le roman.
- Mon siège de Robbe-Grillet, discours.
- La Vieja, roman.